# Ekonomiskt våld
Ekonomiskt våld är när någon använder sig av ett ekonomiskt övertag för att förtrycka sin partner, antingen genom för att förstöra partnerns ekonomiska självständighet eller för att berika sig själv. Som exempel kan nämnas att förövaren kontrollerar och ifrågasätter köp, undanhåller pengar eller dokument, tar lån eller tecknar abonnemang i partners namn. Ekonomiskt våld är ofta svårt att se och snillrikt utformat. En utsatt kan övertygas till att börja betala förövarens räkningar eller dela med sig av egendom med motiveringen att man hjälper varandra under ett helt liv tillsammans (eng: "future faking") och om den utsatte senare lämnar (på grund av förövarens beteende) får hen skylla sig själv enligt förövaren, som kan säga till omgivningen att hen känner sig sviken som hoppats på ett liv ihop medan den utsatte står utblottad. Även materiellt våld kan vara ekonomiskt våld, liksom att hindras i arbetet (förövaren kan påverka personens arbetsprestation, och i förlängningen inkomst, genom att exempelvis ständigt ringa och störa). Det ekonomiska våldet leder till att partnern blir ekonomiskt låst av sin partner som då också får kontroll.
Det talas ofta tyst om ekonomiskt våld och begreppet är inte lika välkänt som andra typer av våld i nära relationer. Efter att offret lyckats lämna förövaren kan ekonomiskt våld eskalera till ekonomisk förföljelse, ett slags eftervåld där förövaren kan behålla en del av makten över den som utsätts ännu en tid. Exempel på eftervåld är att gärningspersonen förhalar bodelningar, startar vårdnadstvister eller saboterar utbetalningen av underhåll och bidrag genom att manipulera folkbokföringen.

## Forskning
Forskningen på ekonomiskt våld specifikt var, enligt uppgifter från 2021, begränsad men den som finns har visat att ekonomiskt våld mycket ofta hänger samman med andra typer av våld i nära relationer. Som exempel kan en person som bekostar hela eller delar av hyran men begränsas i hemmet (exempelvis genom att personen bara tillåts utnyttja vissa utrymmen eller genom att hens ägodelar hålls undanstädade, bohag magasineras) anses vara utsatt för både ekonomiskt och psykiskt våld. 

## Konsekvenser
Ekonomiskt våld har negativa konsekvenser både för partnern och eventuella barn. De direkta konsekvenserna är att partnern får en otrygg livsmiljö och förnedras. Som konsekvens får även barnen en otrygg livsmiljö med ständiga gräl om ekonomi och de riskerar även att familjens resurser inte används för att tillgodose deras behov. Den ekonomiska situationen försämras men även hälsa och personligt kapital. Vidare får partnern svårare att lämna relationen. På längre sikt kan stora skulder göra det svårt för partnern att få en stabil ekonomi.